# Xưởng mộc
Xưởng mộc là nơi mà những người thợ mộc làm việc. Tại đó, những công nhân (thợ mộc) thực hiện các công việc như bào, đục, khoan, đánh giấy dáp, phu dầu, phun sơn... để làm lên những chiếc bàn, ghế, cánh cửa...
Có rất nhiều những làng nghề truyền thống, chuyên sản xuất đồ gỗ ở như làng Đồng Kỵ (thuộc Bắc Ninh), làng Đông Dao (thuộc tỉnh Hải Dương)
Ngoài các xưởng mộc gỗ tự nhiên như trước đây còn có rất nhiều các xưởng gỗ công nghiệp ra đời. Sử dụng các nguyên liệu cũng từ gỗ tự nhiên tuy nhiên là gỗ ngắn ngày và có sử dụng chất phụ gia tạo thành các tấm ván ép gỗ.
1. Quy trình sản xuất ván gỗ công nghiệp
2. Gỗ công nghiệp đạt tiêu chuẩn Châu Âu

Có rất nhiều các chứng chỉ cho một xưởng sản xuất đồ gỗ nội thất của nước ngoài như quy trình gỗ EU, chứng chỉ FSC, chứng chỉ PEFC,...